# Койтас (форма рельефа)
Койтас (от каз. қой, «баран» и каз. тас, «камень») — «барашковая» форма рельефа: равнина или слабохолмистая местность с подстилающими гранитами и поверхностью, покрытой округлыми выходами коренной породы, которые не соединены друг с другом и не входят в гряды, из-за этого напоминая стадо баранов на отдыхе. Схожие формы рельефа с более крупными выходами гранита называются гранитными палатками.
Образование койтаса связано с локализованными процессами выветривания: ослабленные трещинами участки разрушаются быстрее и образуют понижения, обломки выдуваются ветром или выносятся водой.